# Магалі де Латтре
Магалі де Латтре (порт. Magali de Lattre; нар. 14 червня 1987) — колишня португальська тенісистка.
Найвищу одиночну позицію світового рейтингу — 334 місце досягла 20 червня 2011, парну — 523 місце — 28 липня 2008 року.
Здобула 9 одиночних та 4 парні титули туру ITF.
Завершила кар'єру 2011 року.

## Фінали ITF

### Одиночний розряд: 14 (9–5)
| турніри $100,000 |
| турніри $75,000  |
| турніри $50,000  |
| турніри $25,000  |
| турніри $10,000  |

| Фінали за покриттям |
| Тверде (7–3)        |
| Ґрунт (1–2)         |
| Трава (0–0)         |
| Килим (1–0)         |

| Результат | Ранг | Дата              | Турнір               | Покриття | Суперниця                 | Рахунок            |
| --------- | ---- | ----------------- | -------------------- | -------- | ------------------------- | ------------------ |
| Поразка   | 1.   | 9 липня 2005      | Гечо                 | Ґрунт    | Стефанія К'єппа           | 1–6, 3–6           |
| Перемога  | 1.   | 23 жовтня 2005    | Порту-Санту (острів) | Тверде   | Хаєнне Евейк              | 7–5, 6–1           |
| Поразка   | 2.   | 26 лютого 2006    | Портіман             | Тверде   | Полона Ребершак           | 5–7, 4–6           |
| Перемога  | 2.   | 5 липня 2008      | Дамаск               | Тверде   | Жаклін Алаві              | 7–5, 6–2           |
| Перемога  | 3.   | 19 липня 2008     | Касабланка           | Ґрунт    | Клое Бабе                 | 5–7, 6–2, 6–3      |
| Перемога  | 4.   | 22 листопада 2008 | Дубай                | Тверде   | Александра Дамаскін       | 6–3, 6–1           |
| Перемога  | 5.   | 11 липня 2009     | Газіантеп            | Тверде   | Манана Шапакідзе          | 7–6(8–6), 6–3      |
| Поразка   | 3.   | 26 липня 2009     | Стамбул              | Тверде   | Августа Цибишева          | 2–6, 6–4, 4–6      |
| Поразка   | 4.   | 11 жовтня 2009    | Анталія              | Ґрунт    | Нанулі Піпія              | 4–6, 6–4, 6–7(4–7) |
| Перемога  | 6.   | 19 червня 2010    | Монтемор-у-Нову      | Тверде   | Арабела Фернандес Рабенер | 3–6, 6–4, 6–4      |
| Перемога  | 7.   | 26 червня 2010    | Алкобаса             | Тверде   | Шейна Макдауелл           | 2–6, 6–3, 6–3      |
| Поразка   | 5.   | 15 серпня 2010    | Istanbul             | Тверде   | Пемра Озген               | 2–6, 0–5 ret.      |
| Перемога  | 8.   | 5 червня 2011     | Кантаньєде           | Килим    | Андреа Гаміс              | 6–2, 6–4           |
| Перемога  | 9.   | 12 червня 2011    | Амаранте             | Тверде   | Барбара Луш               | 6–1, 6–1           |

### Парний розряд: 11 (4–7)
| турніри $100,000 |
| турніри $75,000  |
| турніри $50,000  |
| турніри $25,000  |
| турніри $10,000  |

| Фінали за покриттям |
| Тверде (3–5)        |
| Ґрунт (1–2)         |
| Трава (0–0)         |
| Килим (0–0)         |

| Результат | Ранг | Дата              | Турнір       | Покриття  | Партнерка              | Суперниці                                        | Рахунок               |
| --------- | ---- | ----------------- | ------------ | --------- | ---------------------- | ------------------------------------------------ | --------------------- |
| Поразка   | 1.   | 26 лютого 2006    | Портіман     | Тверде    | Жоана Кортез           | Санне ван ден Біґґелар Сюзанне ван Гартінґсвелдт | w/o                   |
| Поразка   | 2.   | 23 березня 2008   | Ам'єн        | Ґрунт (i) | Маделейн Саарі-Бюстром | Ольга Брозда Ольга Дуко                          | 2–6, 3–6              |
| Поразка   | 3.   | 6 липня 2008      | Дамаск       | Тверде    | Шивіка Бурман          | Ейлул Бенлі Джейд Гоппер                         | 1–6, 2–6              |
| Перемога  | 1.   | 21 листопада 2008 | Дубай        | Тверде    | Фатіма Ан-Набхані      | Олександра Артамонова Vladislava Kuzmenkova      | 6–2, 2–6, [10–3]      |
| Поразка   | 4.   | 10 жовтня 2009    | Анталія      | Ґрунт     | Фатіма Ель Алламі      | Міхаела Бузернеску Катержина Ванькова            | 1–6, 1–6              |
| Перемога  | 2.   | 26 березня 2010   | Ель-Фуджайра | Тверде    | Фатіма Ан-Набхані      | Мартіна Качіотті Ніколе Клеріко                  | 2–6, 7–6(7–5), [10–8] |
| Поразка   | 5.   | 12 червня 2010    | Амаранте     | Тверде    | Джейд Гоппер           | Мелані Глорія Даніела Муньос Галлегос            | 4–6, 2–6              |
| Перемога  | 3.   | 6 серпня 2010     | Газіантеп    | Тверде    | Фатіма Ан-Набхані      | Джейд Гоппер Даніела Сківетті                    | 6–3, 6–2              |
| Поразка   | 6.   | 14 серпня 2010    | Стамбул      | Тверде    | Фатіма Ан-Набхані      | Башак Ерайдин Ізабелла Шинікова                  | 3–6, 6–3, [4–10]      |
| Перемога  | 4.   | 13 серпня 2011    | Istanbul     | Ґрунт     | Ліза Вайбурн           | Софія Квацабая Ізабелла Шинікова                 | 6–3, 2–6, [12–10]     |
| Поразка   | 7.   | 11 вересня 2011   | Анталія      | Тверде    | Крістіна Шаховец       | Гюля Есен Лютфіє Есен                            | 5–7, 5–7              |